# Katarzyna Kowalik
Katarzyna Kowalik (ur. 23 stycznia 1971 w Bytomiu) – polska sportsmenka, mistrzyni Europy bikini fitness, wielokrotna polska i europejska medalistka sportów siłowych, trenerka personalna.
W wieku 47 lat osiągnęła liczne sukcesy w świecie bikini fitness. Jest mistrzynią Europy miss bikini fitness. W 2018 roku zdobyła V miejsce na Mistrzostwach Świata w bikini fitness w Hiszpanii. Wcześniej, w maju, zdobyła mistrzostwo Europy. Nie przeszkodził jej dojrzały wiek ani przebyta choroba nowotworowa. Po operacji i rehabilitacji za namową męża, Mikołaja Kowalika, mistrza świata w kulturystyce oraz wielokrotnego mistrza świata sportów siłowych postanowiła zacząć trenować.

## Życiorys
Od 2015 roku zaczęła zdobywać medale w sportach siłowych na mistrzostwach w kraju i zagranicą. Wielokrotnie pobijając swoje rekordy życiowe:
- rekord Polski w wyciskaniu leżąc klasycznym - 66,5 kg (kategoria W2 63 kg) - 13-14.04.2024[4]
- rekord Polski w martwym ciągu klasycznym - 140,5 kg (kategoria W2 69 kg) - 16.06.2023[5]
- rekord Polski w martwym ciągu klasycznym - 145 kg (kategoria W2 63 kg) - 9.03.2022[6]
- rekord Polski w trójboju siłowym klasycznym - 330 kg (kategoria W2 63 kg) - 9.03.2022[6]
- rekord Polski w wyciskaniu leżąc TSK - 65 kg (kategoria W2  63 kg) - 9.03.2022[6]
- rekord Polski w siadzie klasycznym - 120 kg (kategoria W2  69 kg) - 18.09.2021[7]

W 2017 roku po 7 latach intensywnych treningów pod okiem męża, wzięła udział w Mistrzostwach Świata IFBB w Rumunii, rok później w Hiszpanii zdobyła I miejsce na Mistrzostwach Europy Bikini Fitness Championships 2018 Santa Susanna. W grudnia 2018 roku zajęła V miejsce w Mistrzostwach Świata Bikini Fitness - IFBB - World Master Championship & Junior World Cup Tarragona, Hiszpania.

## Osiągnięcia sportowe
- IFBB - II miejsce - weteranki bikini od 35 lat open - Mistrzostwa Polski Juniorów i Weteranów w Kulturystyce i Fitness, Gorzów Wielkopolski, 18-19.10.2024[9]
- IFBB - V miejsce - World Master Championship & Junior World Cup Tarragona, Hiszpania - 7-10.12.2018[8]
- IFBB - I miejsce - European Championships 2018 Santa Susanna, Hiszpania - 2-7.05.2018[2]
- IFBB World BodyBuilding and Fitness Championship (Junior & Master) - Bistrita, Rumunia - 10-13.11.2017[10]

### Sporty siłowe
- II miejsce (kategoria: M2 - 63 kg) wynik 370 kg - European Women's Master Equipped Powerlifting Championships - Hamm, Luksemburg 1.05.2024[11]
- I miejsce (kategoria: W2 -63 kg) wynik 80 kg - Mistrzostwa Polski w wyciskaniu sztangi leżąc - Targi Kielce 13-14.04.2024[4]
- Puchar Polski (kategoria: W2 Open) wynik 56,222 pkt - Mistrzostwa Polski w wyciskaniu sztangi leżąc - Targi Kielce, 13-14.04.2024[4]
- I miejsce (kategoria: M2 - 76 kg) wynik 82,5 kg - European Women's Equipped Bench Press Championships - Merignac, Francja 31.07.2023[11]
- I miejsce (kategoria: W2 - 69 kg) wynik 315,5 kg, 67,05 pkt - Mistrzostwa Polski Juniorów i Weteranów w Trójboju Siłowym Klasycznym - Sierpc, 16-18.06.2023[12]
- II miejsce (kategoria: W2 w klasyfikacji indywidualnej dla najlepszej zawodniczki) 67,05 pkt - Mistrzostwa Polski Juniorów i Weteranów w Trójboju Siłowym Klasycznym - Sierpc, 16-18.06.2023[13]
- I miejsce (kategoria: W2 - 76 kg MPWLK) wynik 67,5 kg - Mistrzostwa Polski w wyciskaniu leżąc klasycznym / Puchar Polski w Wyciskaniu Leżąc - Jasieniec, 25-26.02.2023[14]
- I miejsce (kategoria: W2 - 76 kg) wynik 350 kg - XII Mistrzostwa Polski w Trójboju Siłowym Klasycznym - Będzin 9-11.09.2022[15]
- III miejsce (kategoria: W2) wynik 72,22 pkt - XII Mistrzostwa Polski w Trójboju Siłowym Klasycznym - Będzin 9-11.09.2022[15]
- III miejsce (kategoria: 69 kg) wynik 72,5 kg - European Women’s Classic Bench Press Championships held in Budapest, Węgry - 2-7.08.2022[11]
- IV miejsce (kategoria: M2 - 63 kg) wynik 330 kg - European Women's Masters Classic Championships - Wilno, Litwa 8.03.2022[11]
- I miejsce (kategoria: W2 - 69 kg) wynik 324 kg, 69/73 pkt - Mistrzostwa Polski w Trójboju Siłowym Klasycznym - Skierniewice, 17-19.09.2021[7]
- I miejsce (kategoria: W2 - 69 kg) wynik 67,5 kg - Mistrzostwa Polski w Wyciskaniu Leżąc Klasycznym - Kielce, 26-27.06.2021[16]
- I miejsce (kategoria: W2 - Open) wynik 67 kg - Mistrzostwa Polski w Wyciskaniu Leżąc Klasycznym - Kielce, 26-27.06.2021[16]
- I miejsce (kategoria: W2) wynik 297,5 kg, 65,84 pkt - Puchar Polski w Trójboju Siłowym Klasycznym - Katowice, 30.05.2021[17]
- I miejsce (kategoria: W2 - 63 kg) wynik 75 kg - Mistrzostwa Polski w Wyciskaniu Leżąc - Będzin, 20-21.03.2021[18]
- I miejsce (kategoria: W2 - Open) wynik  60,60 pkt, 60 kg - Mistrzostwa Polski w Wyciskaniu Leżąc - Będzin 20-21.03.2021[18]
- III miejsce (kategoria: W - Open) wynik  45,77 pkt  - Mistrzostwa Polski w Wyciskaniu Leżąc - Będzin 20-21.03.2021[18]
- II miejsce (kategoria: W1- 72 kg) wynik 270 kg - Mistrzostwa Polski w Trójboju Siłowym Klasycznym - Będzin, 26-28.04.2019[18]
- II miejsce (kategoria: W1- 72 kg) wynik 50 kg - IX Mistrzostwa Polski w Wyciskaniu Leżąc Klasycznym - Kielce, 13-14.04.2019[19]
- I miejsce (kategoria: W1 - Open) wynik 52,5 kg - Mistrzostwa Polski w Wyciskaniu Leżąc - Kielce, 22.04.2017[19]
- IV miejsce (kategoria: W1 - 72 kg) wynik 52,5 kg - Mistrzostwa Polski w Wyciskaniu Leżąc - Kielce, 22.04.2017[19]
- III miejsce (kategoria: W1) wynik 40 kg - VI Mistrzostwa Polski w Wyciskaniu Leżąc Klasycznym - Knurów, 22-23.10.2016[19]
- IV miejsce (kategoria: W - Open) wynik 42,5 kg - Mistrzostwa Polski  Seniorów, Seniorek, Juniorów i Juniorek, Weteranów i Weteranek w Wyciskaniu Leżąc Klasycznym - Warszawa 7-8.11.2015[19]
- V miejsce (kategoria: Seniorka - 63 kg) wynik 42,5 kg - Mistrzostwa Polski Seniorów, Seniorek, Juniorów i Juniorek, Weteranów i Weteranek w Wyciskaniu Leżąc Klasycznym - Warszawa 7-8.11.2015[20]
- III miejsce (kategoria: Seniorki - Open) wynik 259 kg - XII Ogólnopolskie Mistrzostwa Małopolskiego Towarzystwa Krzewienia Kultury Fizycznej w Trójboju Siłowym Klasycznym - Zielonki, 14-14.09.2015[21]

## Życie prywatne
W 1998 roku wyszła za mąż za Mikołaja Kowalika, jej późniejszego trenera. Mają jednego syna, Igora Kowalika. Mieszkają w Tarnowskich Górach, gdzie pracują jako trenerzy personalni.
Laureatka Plebiscytu Sportowego „ Dziennika Zachodniego” w kategorii Sportowiec Roku 2021 – kobiety w powiecie tarnogórskim (9.03.2022).